# Magical Mystery Tour
Magical Mystery Tour је телевизијски филм и албум чувене британске музичке групе Битлси, објављен у новембру 1967. Пројекат је кулминација веома креативног психоделичног периода групе, обележеног учесталим коришћењем ЛСД-а чланова бенда и менаџера Брајана Епстајна.

## Историја пројекта
После албума Sgt.Pepper's Lonely Hearts Club Band и смрти менаџера Брајана Епстајна, Пол Макартни је желео да сними филм заснован на Битлсима и њиховој музици. Радња филма, ако је уопште има, врло је једноставна: више "обичних" људи (укључујући ујака Џона Ленона Чарлија и тетку Ринга Стара) путују туристичким аутобусом и доживљавају разне "магичне" авантуре, у маниру психоделичног романа "Мери Пранкстерс" Кена Кизија. Иако је филм пун надреалних сцена, испоставило се да у њему нема никаквих магичних авантура, бар не како је замишљено оригиналним концептом.
Филм је приказан два пута 1967. године на BBC-jy у време Божићних празника, и по мишљењу критике и публике одмах је проглашен за потпуни промашај. На такав "успех" филма је, између осталог, утицао и сам термин приказивања, као и чињеница да је приказан у црно-белој техници. Занимљиво је да су га неки познати филмски редитељи као што је Стивен Спилберг касније означили као филм који је имао велики утицај на њихов филмски израз. Све у свему, Magical Mystery Tour је трећи филм Битлса, и до данас остаје њихов најконтроверзнији и најнеуспешнији филм.
Са друге стране, албум (који је за разлику од претходних који су снимани у "Abbey Road" студију, сниман у "Apple" студију) се у Уједињеном Краљевству појавио као дупла ЕП плоча неколико месеци после Sgt.Peppers Lonely Hearts Club Band, 8. децембра 1967. и на њој се налази шест оригиналних песама које се могу чути у филму.
Америчко издање је другачије од британског, појавило се 27. новембра 1967. као ЛП плоча.
Capitol Records није чекао да из Лондона стигну оригиналне стерео матрице, већ је, да би се албум појавио на време у Америци, користио стерео симулатор на моно мастер тракама.
У сваком случају, наизглед случајни редослед песама показује Битлсе на креативном врхунцу.
Прва страна ЛП-ја је идентична са енглеским ЕП издањем, и прави је пример музике психоделичне ере: "Magical Mystery Tour" као велики фанфарични увод, Макартнијева "Fool on the hill", инструментал "Flying" (један од два инструментала Битлса, први је заборављени и мање запажени "Cry for shadow") који дочарава атмосферу албума, "Blue Jay Way" - Харисонова психоделична химна, "Your Mother Should Know" - песма без нарочитог текста, али и највеселија на албуму, и као врхунац, најзанимљивија "I Am the Walrus", Леноново ремек-дело, песма у којој се меша бар десетак мотива - Керолов морж из "Алисе у земљи чуда", тужне слике из детињства, дечје песме, крици из рата, моржов звук, телевизија, полицијска сирена... Ова песма, коју је Ленон написао под утицајем ЛСД-а, потпуно је ремек-дело и сам Ленон је касније изјављивао да је то једна од песама на коју је поносан.
На другој страни се налазе раније снимљене песме из тог периода које нису нашле места на претходним издањима: "Hello Goodbye", Ленонова "Strawberry Fields Forever" и Макартнијева "Penny Lane" представљају психоделичну ремининсенцију детињства, "Baby you`re a Rich Man" је прва песма сниљена за албум и филм "Yellow Submarine" који ће се појавити годину дана касније, и албум затвара химна Једног Света и саме психоделичне ере, "All You Need is Love" први пут емитоване уживо на мондовизији-првом светском сателитском преносу, који су директно преносиле све ТВ станице на свету 25. јуна 1967.
Пошто је америчко издање било популарније, издвачка кућа ЕМИ је средином 70-их одлучила да и у Великој Британији изда америчку верзију албума са 11 песама.